# Graffiti
Graffiti er en kunstform og subkultur udført med spraymaling på store flader som vægge og mure. Graffitimalerne er kendt for at male deres "pieces" (malerier) og "tags" (personlige underskrift) i det offentlige rum, hvor det er ulovligt. Det har betydelige omkostninger for både samfundet, som fjerner ulovlig graffiti hærværk, og malerne, der skal betale for fjernelsen.

## Om graffiti
Ordet graffiti (i ental graffito) stammer fra italiensk og betyder dekoration af mure. Graffiti er kendt før Kristi Fødsel. Nogle ser det første graffiti i hulemalerier lavet af stenalderfolk. Dog på en noget mere primitiv facon som politiske slagord malet med pensler, mens man i dag man bruger spraymaling. Graffiti er i dag slagord, kunstværker, billeder og lignende malet af anonyme på mure, S-tog osv.
På siderne af både Osebergskibet og Gokstadskibet er der graffiti, til dels af høj håndværksmæssig kvalitet.  Igennem tiden har graffiti været brugt mange gange. Under anden verdenskrig lavede soldater graffiti, hvor de færdedes: sovjetiske soldater på bygninger i Berlin. Et eksempel på en tekst, en amerikansk soldat skrev, imens han var udstationeret i Europa i 1945:
Austin White – Chicago, Ill – 1918
Austin White – Chicago, Ill – 1945
This is the last time I want to write my name here.
TAKI 183 er en af skaberne af den nye form for graffiti. I slutningen af 1960'erne og tidligt i 1970'erne var hans malerier "TAKI 183" og tags i New York i det offentlige rum, så flest muligt kunne se dem. Han blev berømt i undergrunden, fordi ingen kunne undgå at se hans graffiti. TAKI 183 var græsk og hed Demetrios. "TAKI" var en forkortelse af Demetraki eller Demetrios, og 183 kom af, at han boede på 183rd Street i Washington Heights på Manhattan.

## Graffiti i Danmark
Graffitien kom til Danmark i 1983 med filmen Style Wars. Graffitien var sammen med rap, DJ'ing, beatboxing og breakdance en af de fem elementer af hip-hop kulturen. Specielt i Københavns gader er graffiti gruppen MOA (fork. for Monsters Of Art) og kunstneren HuskMitNavn (street-art-kunstner) navne, man tit ser. Den danske MOA-gruppe laver også tags mange steder i hele Danmark og tilmed udlandet. Ofte skelnes mellem den traditionelle graffiti, som en del af hip hop kulturen, og  street art/gadekunst, hvor kunstneren bruger mange andre teknikker end spraymaling.

## Graffiti og kriminalitet
Den ulovlige graffiti er hadet, og de fleste lande har lovgivning inden for området. Strafferammerne i Danmark er bøde, erstatning og i værste tilfælde fængselsstraf alt efter størrelsen af hærværket. Sammenhængen mellem graffiti og kriminalitet har været drøftet, og bl.a. har Søren Pind hævdet, at der er sammenhæng ("teorien om knuste vinduer").
Graffitiens kunstnere kan også være lovlydige borgere, der maler på plader eller vægge, der er opsat til formålet. Nogle dyrker den lovlige side af graffiti i den grad, at de lader sig betale for projekter som "abstrakte kunstnere/malere".
En hollandsk forsker Kess Keizer fra Groningen Universitet har på baggrund af en undersøgelse konkluderet, at der er væsentlig mere kriminalitet i områder med graffiti, end i områder uden. Undersøgelsen bestod i at klistre reklamer på cykler og fjerne skraldespandene. 33 % smed reklamerne på jorden, når der var pænt og rent, mens 69 % smed reklamerne på jorden, når der var graffiti på væggene. Et andet forsøg med at lade en kuvert med penge stikke ud fra en postkasse viste, at 13 % stjal pengene, når postkassen var ren, mens 27 % stjal, når postkassen var beskidt.
Bernard Harcourt professor i kriminologi på Chicago Universitet mente, at undersøgelserne ikke var seriøse og udtalte, at de angik alvorligere forhold som vold.